# Siguran spolni odnos
Siguran spolni odnos je svaka spolna aktivnost pri kojoj se koriste metode i pomagala kojima se smanjuje rizik od prijenosa spolno prenosivih bolesti. Ponekad se koriste i nazivi siguran seks ili zaštićen spolni odnos, ali i naziv sigurniji seks kojim se ukazuje na to da metode zaštite nikad u potpunosti ne uklanjaju rizike od infekcija. Nazivi se često koriste i za metode sprječavanja trudnoće koje mogu, ali ne moraju smanjiti rizik od spolno prenosivih bolesti.
Koncept sigurnog seksa pojavio se 1980-ih kao odgovor na globalnu epidemiju AIDS-a. Promicanje sigurnijeg seksa jedan je od glavnih ciljeva spolnog odgoja i prevencije spolno prenosivih bolesti, posebno smanjenja novih zaraza HIV-om. Sigurniji spolni odnos smatra se strategijom smanjenja rizika od dobivanja spolno prenosivih bolesti razbijanjem lanca prijenosa s jedne osobe na drugu.
Više od trideset mikroorganizama prenosi se spolnim putem. Osam ih je povezano s pojavom spolno prenosivih bolesti, od kojih su samo četiri izlječive: sifilis, gonoreja, klamidija i trihomonijaza. Ostale četiri su neizlječive virusne infekcije na koje se tek u nekoj mjeri može utjecati liječenjem: hepatitis B (HBV), infekcija virusom herpesa (HSV), infekcija virusom humane imunodeficijencije (HIV) i infekcija humanim papiloma virusom (HPV).
Mnogi nacionalni zavodi za javno zdravstvo preporučuju ispravna postupanja u svrhu sigurnijeg seksa i smanjenja prijenosa spolno prenosivih infekcija te besplatno, a često i anonimno testiraju na spolno prenosive bolesti. Dobre savjete može se naći i na internetskim portalima o zdravlju, gdje uvijek treba gledati da su od stručnog i vjerodostojnog autora.

## Povijest
Primitivne metode za izbjegavanje spolno prenosivih bolesti poput sifilisa i gonoreje postojale su stoljećima. Sredinom šesnaestog stoljeća talijanski liječnik Gabriele Fallopius muškarcima sklonim avanturama preporuča uporabu krpenih pomagala koja bi ih štitila od sifilisa. Poznati ljubavnik Casanova piše o problemima sa srednjovjekovnim prezervativima napravljenim od sušenih janjećih crijeva. Stoljećima su upravo takvi prezervativi bili jedina zaštita u upotrebi, a zbog skupoće i teške dobavljivosti bili su korišteni i po nekoliko puta.
O sigurnom seksu se u engleskoj literaturi piše još od tridesetih godina dvadesetog stoljeća, a u smislu smanjenja rizika od spolno prenosivih bolesti od sredine osamdesetih godina kada se u Sjedinjenim Državama javlja kao odgovor na krizu HIV-a i AIDS-a.
Iako se pojam sigurnog seksa u početku odnosio samo na spolne aktivnosti između muškaraca, 1986. godine koncept je proširen na opću populaciju. Razvijani su programi s ciljem promicanja sigurnih spolnih praksi među studentima koji su bili usredotočeni na promicanje upotrebe kondoma, bolje znanje o spolnoj povijesti partnera i ograničavanje broja seksualnih partnera. Iste se godine pojavila i prva knjiga na ovu temu. Knjiga je nosila naslov Safe Sex in the Age of AIDS i imala je 88 stranica koje su opisivale i pozitivne i negativne pristupe spolnom životu. Seksualno ponašanje opisivano je kao sigurno (ljubljenje, grljenje, masaža, trljanje tijela o tijelo, međusobno masturbiranje, egzibicionizam, telefonski seks i upotreba seksualnih igračaka); uvjetno sigurno (uz uporabu kondoma) ili nesigurno.
Studija koju su 2006. proveli kalifornijski stručnjaci pokazala je da su najčešće definicije sigurnog seksa uporaba kondoma (68% ispitanika), apstinencija (31%), monogamija (28%) i siguran partner (19% ispitanika).

## Metode zaštite
Zavodi za javno zdravstvo i promicatelji spolnog zdravlja preporučuju niz postupaka sigurnijeg seksa. Mnoge od ovih metoda mogu smanjiti, no ne i potpuno eliminirati rizik od prijenosa ili dobivanja spolno prenosivih bolesti.
Spolne aktivnosti koje ne uključuju izravan kontakt s kožom ili tjelesnim tekućinama seksualnih partnera ne predstavljaju rizik od spolno prenosivih bolesti i stoga su oblici sigurnog seksa.

### Spolni odnos bez penetracije
Spolni odnosi koji ne uključuju penetraciju, tj. umetanje spolnog uda u tjelesne otvore druge osobe mogu značajno smanjiti rizik od spolno prenosivih bolesti. Nepenetrativni seks uključuje prakse poput ljubljenja, međusobnog samozadovoljavanja, trljanja ili maženja. Ovakve prakse mogu spriječiti trudnoću i većinu spolno prenosivih bolesti. Nepenetrativni seks možda neće zaštititi od infekcija koje se mogu prenijeti kontaktom s kožom ili sluznicama, poput infekcija herpesom, humanim papiloma virusom ili drugim mikroorganizmima. Međusobna masturbacija nosi određeni rizik od spolno prenosivih bolesti, posebno ako postoji kontakt s kožom ili dijeljenje tjelesnih tekućina, iako su rizici znatno niži od mnogih drugih spolnih aktivnosti.

### Prezervativi, dentalne brane, rukavice
Brane koje zadržavaju tjelesne tekućine poput kondoma, zubnih brana i medicinskih rukavica mogu spriječiti kontakt s krvi, vaginalnim tekućinama, spermom ili rektalnom sluzi spolnog partnera, jednako kao što mogu spriječiti dodir s kožom, kosom ili pomagalima dijeljenim u spolnom činu.
- Vanjski kondomi mogu se koristiti za pokrivanje penisa, ruku, prstiju ili drugih dijelova tijela tijekom penetracije ili stimulacije.  Najčešće su izrađeni od lateksa, a mogu se izrađivati i od sintetičkih materijala poput poliuretana i poliizoprena.
- Unutarnji kondomi (nazivaju se i ženskim kondomima) ubacuju se u rodnicu ili anus prije penetracije. Ovi su kondomi izrađeni od poliuretana ili nitrila. Istovremena uporaba vanjskih i unutarnjih kondoma zbog trenja može dovesti do njihova puknuća pa se ne preporučuje.
- Zubna brana (izvorno korištena u stomatologiji) je sloj lateksa koji se upotrebljava za zaštitu prilikom oralnog seksa. Tipično se koristi kao prepreka između usta i stidnice tijekom kunilingusa ili između usta i anusa tijekom analno-oralnog seksa.
- Medicinske rukavice izrađene od lateksa, vinila, nitrila ili poliuretana mogu se koristiti kao improvizirana zubna brana tijekom oralnog seksa ili mogu pokriti ruke, prste ili druge dijelove tijela tijekom penetracije ili spolne stimulacije, poput masturbacije.[17][18]
- Prezervativi, zubne brane i rukavice također se mogu koristiti za pokrivanje spolnih pomagala poput dilda tijekom seksualne stimulacije ili penetracije.  Ako se spolna igračka želi koristiti u više otvora ili partnera, preko nje se navlači kondom koji se svaki put mijenja.

Lubrikanti na bazi ulja mogu uništiti strukturu kondoma od lateksa i smanjiti njihovu učinkovitost.
Iako upotreba vanjskih kondoma može smanjiti rizik od spolno prenosivih bolesti tijekom seksualnih aktivnosti, oni nisu 100% učinkoviti. Istraživanja sugeriraju da bi kondomi mogli smanjiti prijenos HIV-a za 85% do 95%; učinkovitost veća od 95% smatrana je malo vjerojatnom zbog proklizavanja, pucanja i nepravilne uporabe. U praksi, navodi se, nedosljedna uporaba može smanjiti ukupnu učinkovitost kondoma na čak 60–70%.

### Profilaksa prije izlaganja (PrEP)
Profilaksa prije izlaganja (često skraćena kao PrEP) korisna je osobama koje nemaju HIV, a uključuje uporabu lijekova za sprječavanje zaraze HIV-om. PrEP se uzima prije izlaganja HIV-u kako bi se onemogućio prijenos virusa između spolnih partnera. PrEP ne sprječava infekcije drugim spolno prenosivim bolestima i ne sprječava trudnoću. 
Od 2018. godine, najčešći oblik PrEP-a kombinira dva lijeka u jednoj tableti, tenofovir i emtricitabin. Ta se kombinacija lijekova prodaje pod imenom Truvada, ali i u brojnim generičkim formulacijama širom svijeta. 
Različite su zemlje odobrile različite protokole za uporabu kombinacije tenofovir/emtricitabin za profilaksu, PrEP. Pokazalo se da ta kombinacija dva lijeka sprječava zarazu HIV-om u različitim populacijama kada se uzima svakodnevno, povremeno ili po potrebi. Brojne studije pokazale su da je kombinacija tenofovir/emtricitabin učinkovita preko 90% u sprječavanju prijenosa HIV-a između spolnih partnera.

### Liječenje kao prevencija
Liječenje kao prevencija (često skraćeno kao TasP) praksa je testiranja i liječenja infekcije HIV-om da bi se spriječilo daljnje širenje virusa. Osobe pozitivne na HIV mogu koristiti prakse sigurnog seksa kako bi zaštitile sebe i svoje partnere (poput uporabe kondoma, izbora partnera prema statusu seropozitivnosti ili odabira manje rizičnih seksualnih aktivnosti). Budući da HIV-pozitivne osobe s potisnutim virusom ili količinama HIV-a u krvi koji se ne daju detektirati laboratorijskim pretragama ne mogu prenijeti HIV na spolne partnere, seksualna aktivnost s HIV-pozitivnim partnerima na učinkovitom liječenju oblik je sigurnog seksa (kada se radi o sprječavanju zaraze HIV-om).

### Ostali oblici sigurnog seksa
Ostale metode koje su se pokazale učinkovitima u smanjenju rizika od spolno prenosivih bolesti tijekom seksualnih aktivnosti su:
- Cijepljenje protiv određenih spolno prenosivih virusa. Najčešća cjepiva štite od hepatitisa B i humanog papiloma virusa (HPV), koji mogu uzrokovati rak vrata maternice, rak penisa, rak usta i ždrijela ili genitalne bradavice (kondilome). Imunizacija prije početka spolne aktivnosti povećava učinkovitost ovih cjepiva. Cjepiva protiv HPV-a preporučuju se svim djevojkama i ženama do dobi od 26 godina, kao i dječacima i muškarcima do dobi od 21 godine.[23]
- Ograničavanje broja seksualnih partnera, posebno slučajnih seksualnih partnera, ili ograničavanje seksualnih aktivnosti na one koji poznaju svoj zdravstveni status koji se tiče spolno prenosivih bolesti, također može smanjiti rizik od spolno prenosivih bolesti. Monogamija ili vjernost uskom krugu partnera, konzistentno prakticirani, vrlo su sigurni (što se tiče spolno prenosivih bolesti) kada nijedan partner nije zaražen. Međutim, mnoge monogamne osobe spolno prenosivim bolestima zaraze partneri koji su im nevjerni. Veće rizike u tom smislu imaju osobe s uskim, tobože vjernim krugom partnera u koji jedna nevjerna osoba može donijeti infekciju i vrlo je lako proširiti na sve ostale.
- Komunikacija s partnerima o povijesti spolnih odnosa i statusu vezanom uz spolno prenosive bolesti, te o poželjnim sigurnim praksama i prihvatljivim rizicima.
- Uključivanje u manje rizične seksualne aktivnosti. Općenito, samostalne seksualne aktivnosti manje su rizične od partnerskih. Penetracija u tjelesne otvore (usta, vaginu, anus) i dijeljenje tjelesnih tekućina (poput sjemena, krvi, vaginalnih tekućina i rektalne sluzi) između spolnih partnera nose najveći rizik za spolno prenosive bolesti.
- Redovito testiranje i liječenje spolno prenosivih bolesti, posebno za osobe koje su seksualno aktivne s više od jednog slučajnog partnera.[24][25]
- Obrezivanje penisa. Neka istraživanja sugeriraju da obrezivanje (uklanjanje) prepucija penisa može smanjiti rizik od zaraze HIV-om,[26][27] no ima i onih koji takve nalaze osporavaju.[28][29]

## Neučinkovite i rizične metode
Većina kontracepcijskih metoda nije učinkovita u sprječavanju širenja spolno prenosivih bolesti. To uključuje kontracepcijske pilule, vazektomiju, ligaciju jajovoda, spirale i mnoge nebarijerne metode prevencije trudnoće. Kondomi su, naprotiv, vrlo učinkoviti i za kontrolu rađanja i za prevenciju spolno prenosivih bolesti. 
Tvrdilo se da nonoksinol-9 smanjuje vjerojatnost prijenosa spolno prenosivih bolesti. Međutim, tehničko izvješće Svjetske zdravstvene organizacije pokazalo je da nonoksinol-9 nadražuje i da može stvoriti sitne napukline na sluznici, što onda povećava rizik od prijenosa nudeći patogenima mjesta za lakši ulazak u organizam. Također su upozorili da lubrikanti s nonoksinol-9 nemaju dovoljno spermicida za povećanje djelotvornosti kontracepcije te da ih ne treba promovirati. Nema dokaza da spermicidni kondomi bolje sprječavaju prijenos spolno prenosivih bolesti u usporedbi s kondomima koji nemaju spermicid. Ako se pravilno koriste, spermicidni kondomi mogu spriječiti trudnoću, ali i dalje postoji povećani rizik da nonoksinil-9 iritira kožu i učini je osjetljivijom na infekcije.
Korištenje dijafragme ili kontracepcijske spužve nekim ženama pruža bolju zaštitu protiv određenih spolno prenosivih bolesti ali nije učinkovito za sve spolno prenosive bolesti.
Hormonske metode sprječavanja trudnoće (poput oralnih kontraceptiva, depoprogesterona, hormonalne spirale, vaginalnog prstena i flastera) ne pružaju zaštitu od spolno prenosivih infekcija. Bakreni intrauterini uređaj i hormonalni intrauterini uređaj pružaju do 99% zaštite od trudnoće, ali ne i zaštitu od infekcija. Žene s bakrenim intrauterinim uređajem mogu biti izložene većem riziku od infekcije gonorejom i klamidijom.
Coitus interruptus (prekinuti snošaj) pri kojem se spolovilo prije ejakulacije uklanja iz rodnice, anusa ili usta, može smanjiti prijenos spolno prenosivih bolesti, ali i dalje nosi značajan rizik. To je zato što pre-ejakulat, tekućina koja curi iz mokraćne cijevi prije ejakulacije, može sadržavati patogene. Uz to, mikrobi odgovorni za neke bolesti, uključujući genitalne bradavice i sifilis, mogu se prenijeti kontaktom kože s kožom ili sluznicom. 

### Analni seks
Nezaštićeni analni seks smatra se rizičnom seksualnom aktivnošću jer se tanka tkiva anusa i rektuma mogu lako oštetiti. I najmanje ozljede mogu omogućiti prolazak bakterija i virusa, uključujući HIV. U ovo je uključena penetracija anusa prstima, rukama ili seksualnim igračkama poput dilda. Tijekom analnog seksa veća je vjerojatnost pucanja kondoma nego tijekom vaginalnog seksa pa se samim time povećava i rizik od prijenosa spolno prenosivih bolesti.
Glavni rizik kojem su pojedinci izloženi u analnom seksu je prijenos HIV-a. Ostale moguće infekcije uključuju hepatitis A, B i C, infekcije crijevnim parazitima poput Giardia te gljivične ili bakterijske infekcije poput one bakterijom Escherichia coli.
Analni seks trebaju izbjegavati parovi kod kojih je jednom od partnera dijagnosticirana spolno prenosiva bolest sve dok se liječenje ne pokaže učinkovitim.
Kako bi analni seks bio sigurniji, par mora osigurati da je područje analnog prostora čisto, crijevo prazno, a partner primatelj opušten. Bez obzira na to dolazi li do analne penetracije prstom ili penisom, kondom je najbolja prepreka za sprječavanje prijenosa spolno prenosivih bolesti. Klistiri se ne bi trebali koristiti jer mogu povećati rizik od zaraze HIV-om i proktitisa lymphogranuloma venereum.
Budući da se rektum može lako oštetiti, preporučuje se upotreba lubrikanta čak i kada do prodiranja dolazi prstom. Uporaba kondoma na prstu istovremeno je zaštitna mjera protiv spolno prenosivih bolesti i izvor lubrikacije što omogućuje manje bolan i jednostavniji prodor. Lubrikanti na bazi ulja oštećuju lateks i ne smiju se koristiti s kondomima; umjesto njih dostupni su lubrikanti na bazi vode i silikona. Kondomi koji nisu od lateksa dostupni su ljudima koji su alergični na lateks te su izrađeni od poliuretana ili poliizoprena. Poliuretanski kondomi mogu se sigurno koristiti s lubrikantima na bazi ulja. Receptivni partner može za zaštitu koristiti ženski kondom koji se prije analnog seksa umeće u anus.
Analna stimulacija seksualnom igračkom zahtijeva slične sigurnosne mjere kao i penetracija penisom, u ovom slučaju korištenjem kondoma na seksualnoj igrački.
Važno je da muškarac opere i očisti penis nakon analnog odnosa ako namjerava prodrijeti u rodnicu. Bakterije iz rektuma lako se prenose u rodnicu, što može uzrokovati infekcije rodnice i mokraćnog sustava.
U slučaju analno–oralnog kontakta potrebna je zaštita jer je ovo rizično seksualno ponašanje u kojem se lako mogu prenijeti bolesti poput hepatitisa A, kao i enterične infekcije. Zubna brana ili plastična folija učinkovito su zaštitno sredstvo kad god se radi anilingus.

## Spolna pomagala i igračke
Stavljanje kondoma na seksualnu igračku osigurava bolju spolnu higijenu i može pomoći u sprječavanju prenošenja infekcija ako se seksualna igračka dijeli, pod uvjetom da se kondom zamijeni kad se mijenja partner. Neke su seksualne igračke izrađene od poroznih materijala čije šupljine lako zadržavaju viruse i bakterije, pa ih je potrebno temeljito očistiti, po mogućnosti posebnim sredstvima za čišćenje seksualnih igračaka. Staklo je neporozno, a seksualne igračke od medicinskog stakla lakše se steriliziraju između primjena.
U slučajevima kada se jedan od partnera liječi od spolno prenosivih bolesti, preporučuje se da par ne koristi seksualne igračke dok liječenje ne završi.
Sve seksualne igračke moraju se pravilno očistiti nakon upotrebe. Način čišćenja seksualne igračke ovisi o vrsti materijala od kojeg je izrađena. Neke se igračke mogu kuhati ili čistiti u perilici posuđa. Većina seksualnih igračaka dolazi sa savjetima o najboljem načinu čišćenja i skladištenja, a ove se upute trebaju pažljivo slijediti. Seksualnu igračku treba očistiti ne samo kada se dijeli s drugim osobama, već i kada se koristi na različitim dijelovima tijela (poput usta, rodnice ili anusa).
Redovito treba provjeravati ogrebotine ili napuknuća na igračkama koji mogu biti plodno tlo za bakterije. Najbolje je oštećenu igračku zamijeniti novom neoštećenom. Trudnice bi posebno trebale paziti na higijenu prilikom korištenja seksualnih igračaka. Dijeljenje seksualnih igračaka, poput bičeva ili igala, koje mogu izazvati krvarenje nije preporučljivo i nije sigurno.
Seksualne igračke u anusu se mogu lako »izgubiti« jer se rektalni mišići skupljaju i mogu usisati umetnute predmete, potencijalno blokirajući debelo crijevo. Kako bi se spriječio ovaj ozbiljan problem, korisnicima seksualnih igračaka savjetuje se uporaba igračaka s proširenom bazom ili onih stavljenih na vrpcu ili lanac.

## Apstinencija
Spolna apstinencija smanjuje rizik od spolno prenosivih bolesti i rizike za trudnoću povezane sa spolnim kontaktima. Spolno prenosive bolesti mogu se međutim prenijeti i neseksualnim putem ili nevoljnim seksom, silovanjem. HIV se može prenijeti kontaminiranim iglama koje se koriste za tetoviranje, piercing ili droge. Medicinski ili stomatološki postupci koji koriste kontaminirane instrumente također mogu širiti HIV. Neki zdravstveni radnici HIV su stekli profesionalnom izloženošću slučajnim ozljedama iglama.
Dokazi ne upućuju na efikasnost spolnog odgoja koji zagovara samo i jedino uzdržavanje (apstinenciju). Oni su neučinkoviti u smanjenju stope zaraze HIV-om u razvijenom svijetu kao i smanjivanju broja neplaniranih trudnoća.  Iako je apstinencija najbolji put za sprječavanje trudnoće i spolno prenosivih bolesti, u stvarnosti je nerealna pa su namjere suzdržavanja od seksualnih aktivnosti često neuspješne. Ovakva edukacija ostavlja mlade ljude bez informacija i vještina potrebnih za izbjegavanje neželjenih trudnoća i spolno prenosivih bolesti.